# Stülpnasenotter
Die Stülpnasenotter (Vipera latastei) ist eine Giftschlange aus der Familie der Vipern (Viperidae). Der wissenschaftliche Name ehrt den französischen Zoologen Fernand Lataste (1847–1934).

## Merkmale
Die Schlange wird 45 bis 60, manchmal auch knapp über 70 Zentimeter lang. Sie hat eine graue, bräunliche oder olivgrüne Grundfarbe. Auf dem Rücken tragen sie, ähnlich wie die Kreuzotter, eine charakteristische Zickzack-Zeichnung, die innen heller ist. Da sich die Verbreitungsgebiete der Ottern nirgendwo überschneiden können sie nicht verwechselt werden.
Männliche Stülpnasenottern sind meist heller, ihre Rückenzeichnung, die bei den Weibchen dunkelgrau oder dunkelbraun ist, ist schwarz. An der Seite haben Stülpnasenottern in regelmäßigen Abständen kleine, dunkle Flecken. Der herzförmige Kopf ist klar vom Hals abgesetzt. Vorn an der Schnauze trägt sie einen weichen hornähnlichen Auswuchs, dem sie ihren deutschen Namen verdankt. Auf der Oberseite des Hinterkopf sind zwei dunkle Flecke. Zwischen Augen und Mundwinkeln erstreckt sich ein dunkles Band.

## Verbreitung und Unterarten
Man kennt zwei Unterarten der Stülpnasenotter:
- V. l. gaditana (Saint-Girons, 1977) lebt auf dem größten Teil der Iberischen Halbinsel mit Ausnahme der nördlichen, an die Biskaya angrenzenden Küstenregion. Der Schwerpunkt des Vorkommens liegt am südlichen Rand der Pyrenäen, im Iberischen Gebirge, dem Iberischen Scheidegebirge, den Montes de Toledo, der Sierra Morena und der Betischen Kordillere. In der Extremadura und im Süden Galiciens ist die Stülpnasenotter nur vereinzelt verbreitet. Sie fehlt auf den Balearen. Auch in Portugal lebt die Stülpnasenotter hauptsächlich in bergigen, voneinander isolierten Gebieten.

- V. l. latastei (Bosca, 1878) lebt im Süden Spaniens und Portugals, sowie in Marokko und Algerien im Rif, im Mittleren Atlas und im Tellatlas. Im nordwestlichsten Tunesien erreicht sie den Medjerda.

Beide Unterarten bevorzugen hügelige oder bergige Gegenden und halten sich auf Felsen, zwischen Gebüsch und in trockenen Wäldern auf.
Die Stülpnasenotter ist heute sehr selten. Ihr gegenwärtiges Verbreitungsgebiet ist sehr stark durch menschliche Einflüsse geprägt. Es ist stark zersplittert, viele Populationen sind sehr klein und isoliert. Populationen im Flachland sind durch Städtebau und Intensivlandwirtschaft erloschen.

## Lebensraum

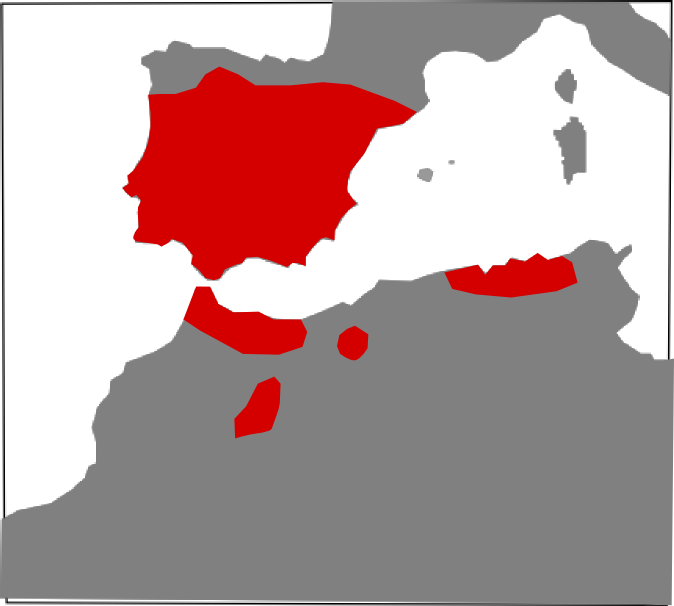
Verbreitungsgebiet der Stülpnasenotter

Die Stülpnasenotter kommt besonders in bestimmten Höhenzonen vor, die ein dem typischen winterfeuchten und sommertrockenen Mittelmeerklima entsprechendes Standortklima haben. Sie meidet vom Menschen geformte Kulturlandschaften. Das Flachland, knapp über Meeresniveau, bewohnt sie nur, wenn der menschliche Einfluss gering ist, zum Beispiel in Dünengebieten. Ihr Lebensraum muss Deckung bieten und strukturreich sein.
Im Gebirge ist sie zwischen 1200 und 1300 Metern am häufigsten anzutreffen. Der höchste Fund lag bei etwa 3030 Metern in der Sierra Nevada.

## Fortpflanzung
Stülpnasenotter paaren sich im Frühling, bei günstigem Wetter auch im Herbst. Zunächst messen die Männchen in Kommentkämpfen ihre Kräfte, indem sie sich umschlingen, den Vorderkörper aufrichten und versuchen, den Gegner niederzudrücken. Der Schwächere gibt nach einiger Zeit auf. Die Weibchen fliehen zunächst vor den Männchen, werden aber verfolgt. Ist das Weibchen paarungsbereit, so kriecht das Männchen erst über ihren Rücken. Danach kommt es zur Paarung.
Die Tiere sind lebendgebärend. Die zwei bis zehn, 16 bis 18 Zentimeter langen Jungtiere werden zwischen August und Oktober geboren. Die geborenen Jungen haben zusammen im Schnitt 50 Prozent des Gesamtgewichtes der Mutter. Sofort nach der Geburt zerreißen die Jungschlangen die Eihüllen und häuten sich unmittelbar danach. Sie ernähren sich zunächst von Insekten, später von Eidechsen und Mäusen. bei einer Länge von 30 bis 40 Zentimeter erreichen sie die Geschlechtsreife.

## Gefährdung
Die Stülpnasenotter ist durch die Zerstörung ihres Lebensraums durch den Menschen am meisten gefährdet. Insbesondere die Ausdehnung der Ballungsräume, Verstädterung, Straßenbau und Intensivlandwirtschaft haben zur Zerstörung ihres Habitats geführt. Weitere anthropogene Faktoren sind vom Menschen gelegte Waldbrände und die Aufforstung mit schnell wachsenden Forstbäumen, wie Eukalyptus. Daneben sind sie, wenn sie sich auf Straßenasphalt sonnen, durch den Autoverkehr gefährdet. In Portugal gelten die Köpfe der Stülpnasenottern als Amulette, die Glück bringen sollen oder Unglück abwehren.
Schlangenadler und Ichneumon sind die einzigen nachgewiesenen natürlichen Fressfeinde der Stülpnasenotter. Außerdem könnten ihnen wahrscheinlich Wildschweine, Ginsterkatzen, Braunbrustigel, die Eidechsennatter sowie Haustiere wie Haushühner und Hausschweine gefährlich werden.